# 蠕蜥属
蠕蜥属（学名：Anniella）是蠕蜥科下的一个属。主要分布于美国加利福尼亚州和墨西哥下加利福尼亚州。原本该属下只有两个种，但2013年，在加利福尼亚又发现了蠕蜥属的四个新种。

## 名称
该属拉丁学名Anniella是拉丁语（“小圆环”）的变体，来自西班牙语（ “圆环”的指小词）。有时和其它科属的物种（如蛇蜥科等）一同被俗称为无脚蜥蜴（legless lezard）。

## 下属物种
本属包括以下物种：
- Anniella alexanderae Papenfuss & Parham, 2013[6]
- Anniella campi Papenfuss & Parham, 2013[6]
- Anniella geronimensis Shaw, 1940
- Anniella grinnelli Papenfuss & Parham, 2013[6]
- Anniella pulchra Gray, 1852
- Anniella stebbinsi Papenfuss & Parham, 2013[6]